# Caleb Flaxey
Caleb Flaxey, född den 30 augusti 1983 i Scarborough, Ontario, Kanada, är en kanadensisk curlingspelare.
Han tog OS-guld i herrarnas curlingturnering i samband med de olympiska curlingtävlingarna 2014 i Sotji.